# Gbely
Gbely (njem. i mađ. Egbell) je grad u zapadnoj Slovačkoj u Trnavskom kraju. Grad upravno pripada Okrugu Skalica.

## Zemljopis
Gbely leži na nadmorskoj visini od 190 metara i zauzima površinu od 59,92 km². Nalazi se u regiji Záhorie na Chvojnická pahorkatina brdima, oko 20 km od okružnog sjedišta Skalice te 75 km od Bratislave.

## Stanovništvo
| Godina:     | 1993. | 2003.   | 2013.   | 2023.   |
| ----------- | ----- | ------- | ------- | ------- |
| Broj ljudi: | 5227  | 5137    | 5186    | 4864    |
| Razlika:    |       | -1,72 % | +0,95 % | -6,20 % |

| Godina:     | 2022. | 2023.   |
| ----------- | ----- | ------- |
| Broj ljudi: | 4885  | 4864    |
| Razlika:    |       | -0,42 % |

Po popisu stanovništva iz 2021. godine grad je imao 4921 stanovnika.  popisu stanovništva u gradu živi najviše Slovaka.
- Slovaci 90,12 %
- Česi 0,89 %
- Romi 0,12 %

Prema vjeroispovijesti najviše je rimokatolika 61,63 %, ateista 26,68 % i Luterana 0,75 %.

## Gradovi prijatelji
- Židlochovice, Češka
- Deutsch Wagram, Austrija

## Vanjske poveznice
- Službena stranica grada

### Ostali projekti
|  | Zajednički poslužitelj ima još gradiva o temi Gbely |